# Sergueï Mikhailov
Sergueï Mikhaïlov (en russe : Серге́й Анатольевич Михайлов), né le 7 février 1958 à Moscou, surnommé Mikhas, est un homme d'affaires russe et chef du syndicat criminel Solntsevskaïa.

## Parcours
Sergueï Mikhaïlov est à l'origine serveur, mais entre dans le monde criminel en 1987 après une condamnation pour fraude en 1984,,. Avec Viktor Avérine, Mikhas forme le groupe Solntsevo à la fin des années 1980,,,,.
François Tharin, avocat vaudois à l'immigration, ancien chef de l'Office cantonal des étrangers du canton de Vaud, a obtenu à la fois les papiers d'immigration de Mikhaïlov et l'approbation du canton de Vaud en janvier 1996 après que Mikhaïlov eut acheté une villa de 800 000 francs suisses à Borex, dans le canton de Vaud, fin 1995, par l'intermédiaire d'un industriel vaudois,,.
Le 16 octobre 1996, Mikhas est arrêté à l'aéroport international de Genève, en Suisse, accusé de faux et d'une violation à la loi sur les étrangers propriétaires de biens,. Il est ensuite libéré après avoir passé deux ans en prison, et acquitté. L'un des témoins, Vadim Rosenbaum (russe : Вадим Розенбаум) qui est président de la coopérative de fonds (russe : кооператив "Фонд"), est abattu à Amsterdam avant de pouvoir témoigner au procès,,.
Au cours du procès suisse à Genève, l'avocat de Mikhaïlov en Suisse est Ralph Oswald Isenegger, et son avocat en Russie est Sergueï Pogramkov (russe : Сергей Пограмков),.